# 악튜러스
《악튜러스》는 그라비티와 손노리가 합동제작, 위자드 소프트가 유통한 PC용 롤플레잉 게임이다.

## 소개
악튜러스란 목동자리의 중 가장 크고 밝은 별인 아크투루스에서 따온 말이다. 아크투르스는 본래 멸망과 파괴를 불러오거나 한 대상의 길흉을 점치는 신기한 별로 불렸으며, 악튜러스의 정기를 받은 시즈와 그에 의한 파괴와 멸망, 그리고 그에 대한 인류의 대응에 관한 이야기를 담은 게임이다. 3차원 배경에 2차원 스프라이트로 표현된 캐릭터를 사용하는 독특한 표현법과, 방대한 대사에 담긴 심오한 내용으로 게이머들로부터 좋은 평가를 받았다. 그러나 수많은 버그로 인해 스토리 진행이 끊기는 경우까지 있기도 했다.

## 세계관
《악튜러스》는 과거 손노리가 제작한 《어스토니시아 스토리》의 배경이었던 어스토니시아 대륙에서 멀리 떨어진 바렌시아 대륙에서 벌어지는 이야기이다. 바렌시아 대륙은 세 개의 국가로 나뉘어 있으며, 마법을 사용할 수 있는 법인류를 다수 보유한 왕국, 강력한 군대를 운영하는 제국, 과학적으로 가장 큰 발전을 이룩한 공화국이 그것이다. 제국과 공화국은 2년 간의 전쟁을 치른 후 현재까지 사이가 좋지 않고, 공화국과 왕국의 관계마저 나빠져 있는 상태다. 《악튜러스》는 이야기가 진행됨에 따라서 세계관이 크게 변하는 편이다.

## 등장 인물
- 시즈 플레어(Sizz Flair)
- 마리아 케이츠(Maria Kates)
- 텐지(Tenzi)(본명- 카를 페트라르카(Karl Petrarca))
- 엘류어드 본 하인베르그(Elluard von Heinberg)
- 셀린(Celine)
- 아이 자라투슈트라(Ai Zarathustra)
- 피치 아르세스(Peach Aarseth)
- 캐럿 아르세스(Carrot Aarseth)
- 위스텐 크로이체르(Ojsten Kreutzer)
- 아이스파인(Eispein)(본명- 엠펜저 람스타인(Empenza rammstein))
- 엘리자베스 바소리(Elizabeth Bathory)

## 개발
그라비티에서 엔진 프로그래밍과, 게임기획, 텍스트 등을 담당했고, 손노리에서 그래픽을 담당했다. 틴하우스에서 제작한 오프닝 애니메이션은 피터 정이 제작에 참가하였으며, 200자 원고지 2만장 이상 분량의 텍스트의 사용으로 화제가 되기도 했다. 배경음악은 다양한 게임 음악을 제작해 유명해진 사운드 TeMP팀이 맡았다. 2000년 말부터 판매되기 시작하였으나, 완성도에 비해 상업적으로 큰 이익을 보지는 못한 것으로 평가된다.

### 발매 연기
최초 1999년 발매를 확정하고 예약까지 받았던 상태에서, 완성도를 문제삼아 1년 가까이 발매가 연기되었다. 발매연기가 1년이나 된 것은 게임을 처음부터 거의 새로 만들었기 때문이라고 한다. 2000년 9월 발매된 《화이트데이》의 작업으로, 손노리가 작업을 거의 하지 못하게 된 것도 또 다른 이유일 수 있다.
결국 당시 최고의 인기 게임 시리즈의 마지막 편이었던 《창세기전 III 파트 2》와 1주일 정도의 차이로 발매가 되었고, 외주 제작했던 게임 몬스터 캐릭터의 표절시비로 리콜 소동이 벌어지는 등 발매 초기에 잡음이 많았다. 또한 대한민국 최초로 게임을 DVD-ROM 미디어에 담아 발매하려고 했던 계획도, 배경음악을 DVD-ROM에 기록하는 것에 관한 기술적 문제로 인해 발매 직전에 취소되었다. 2005년 발매된 제작사 손노리의 10주년 기념작인 《패키지의 로망》에서 일본판 DVD-ROM 버전을 역수입해 번역한 형태로 한국어판 DVD-ROM 버전이 포함됐다.
만약 발매연기를 하지 않고 경쟁작인 《창세기전 III》 시리즈처럼 두 부분으로 나누어서 발매했더라면 좀 더 많은 수익을 얻었을 것이라고 이야기 되고 있다. 그러나 《악튜러스》는 게이머들 사이에서는 완성도와 게임의 줄거리가 뛰어나다는 평가와 더불어 명작으로 불리고 있다.

### 게임 엔진
《악튜러스》의 일본 현지화와 배급을 담당했던 일본 팔콤사는, 차기작 《이스 VI 나피쉬팀의 방주》와 《영웅전설 VI 천공의 궤적》등에 사용할 3D 엔진을 개발하면서 이 게임의 엔진과 표현방식을 상당부분 참고한 것으로 추측되고 있다. 팔콤의 작품에 이 게임의 엔진이 직접 사용되었다는 주장도 있었지만, 《악튜러스》의 개발자는 관련 사실을 부인했다. 《악튜러스》의 엔진인 GFC 엔진의 개량판은 대한민국의 MMORPG인 《라그나로크 온라인》의 엔진으로 사용되기도 하였다.《악튜러스》와 《라그나로크 온라인》을 주도적으로 개발한 그라비티의 김학규와 핵심 개발진들은 이후 경영권 방어에 실패해 현재는 모두 퇴사했다.